# Jesenice
Jesenice (pronunciaciónⓘ) (en alemán Aßling) es una localidad de Eslovenia, capital del municipio homónimo en el noroeste del país. Se encuentra en el lado esloveno de la cordillera Karavanke, haciendo frontera al norte con Austria. Es conocida porque allí se encuentra la mayor acería de Eslovenia, Acroni, así como el club de hockey que patrocina, Acroni Jesenice. El nombre de la ciudad deriva de fresno (en esloveno: jêsen), que antiguamente era abundante en la zona. La historia de Jesenice está muy ligada con la de la industria de las herrerías y la metalurgia, que hasta hace muy poco han sido el principal motor del desarrollo y la actividad económica en casi todas las áreas de la ciudad.

## Geografía y clima
Jesenice se encuentra en la región de la Alta Carniola en el valle del alto Sava. Está rodeada por la cordillera Karavanke al norte y por el monte Mežakla al sur. Al otro lado del Karavanke se encuentra la ciudad austriaca de Villach (en esloveno: Beljak). La ciudad turística de Kranjska Gora está 15 kilómetros al noroeste de Jesenice y la pintoresca Bled, 10 kilómetros al sureste. Otros pueblos cercanos son Mojstrana, Hrušica y Žirovnica. La aldea de Planina pod Golico, 5 km al norte de Jesenice, es un popular destino turístico, especialmente en mayo cuando florecen los jacintos. El clima de Jesenice es un clima de transición entre templado y continental, con algunas características de clima alpino.

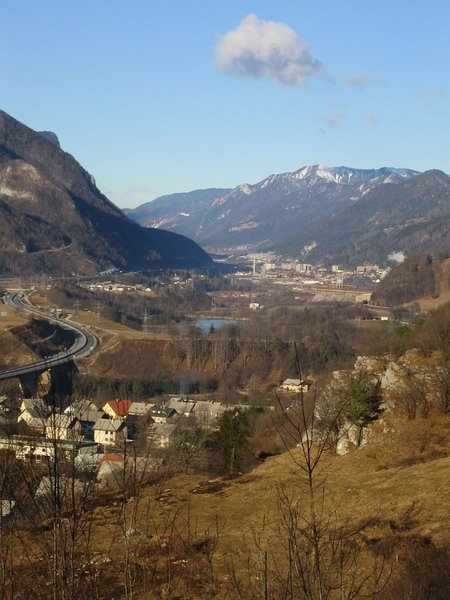
Jesenice, vista desde el este
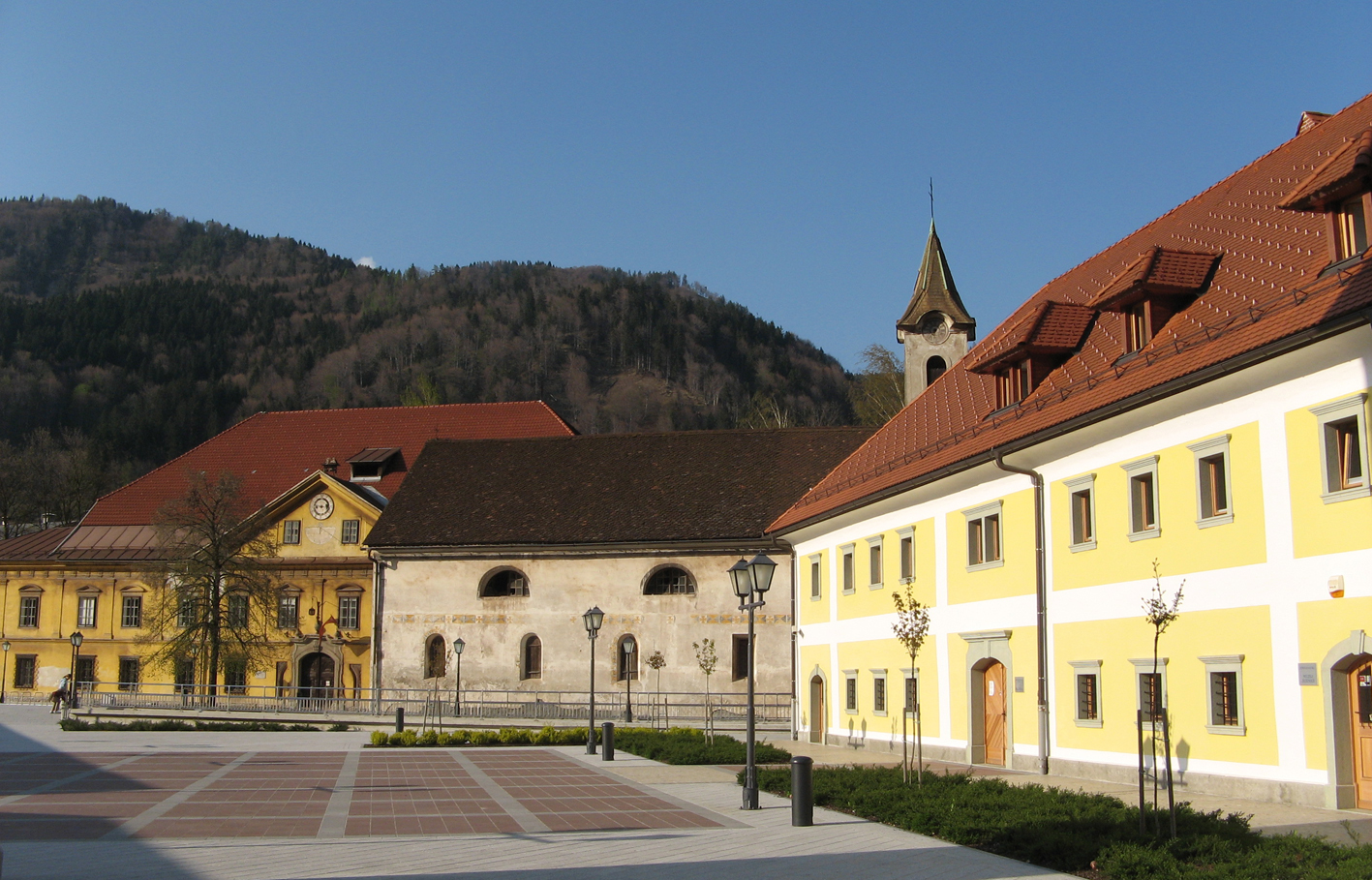
Plaza Mayor en la zona del viejo Sava

## Personas notables
- Miha Baloh, (1928-), actor[5]
- Helena Blagne Zaman, (1963-), cantante
- Tone Čufar (1905–1942), escritor
- Anja Klinar (1988-), nadadora
- Anže Kopitar (1987-), jugador de hockey sobre hielo
- Tomo Križnar (1954-), pacifista, escritor
- Thomas Luckmann (1927-), sociólogo
- Miha Mazzini (1961-), escritor, guionista, director de cine
- Teodora Poštič (1984-), patinadora artística
- Jure Robič (1965-), ciclista de ultra maratón
- Rudi Šeligo (1935–2004), escritor y político
- Rok Urbanc (1985-), saltador de esquí
- Gregor Urbas (1982-), patinador artístico